# 弗拉迪米尔·鲍泽克
弗拉迪米尔·鲍泽克（捷克語：Vladimír Bouzek，1920年12月3日—2006年7月31日），捷克男子足球、冰球运动员。他曾代表捷克斯洛伐克国家队参加1948年冬季奥林匹克运动会冰球比赛，获得一枚银牌。